# 大ナンバ族
大ナンバ族（だいナンバぞく、Big Namba）は、バヌアツ共和国のマレクラ島に住む少数民族。居住条件の悪い山間部に住むものを大ナンバ族といい、海岸部に住むものを小ナンバ族という。「ナンバ」とはビチェラマール語でペニスサックのことであり、部族の名は大きくかさばった紫色のペニスサックをつけていることに由来する。

## 生活
大ナンバ族は内陸部に住んでいるために、海岸部に住むものより、ヨーロッパ人に接触する機会が少ない。銃器と火器が導入されたことを除いて、今も昔と同様な生活を続けている。
外部の人間には疑いの目を向ける。